# Devon (geologie)
Devon je útvarem paleozoika v nadloží siluru a v podloží karbonu. Časově je vymezen hranicí 419,2 ± 3,2 mil. let až 358,9 ± 0,4 mil. let b2k. Spodní hranice je vedena na bázi graptolitové zóny Monograptus uniformis a mezinárodním stratotypem je odkryv u Klonku u Suchomast (usnesením 24. mezinárodního geologického kongresu v Montrealu 1972). Svrchní hranice je totožná s horní hranicí goniatitové zóny Wocklumeria (usnesení 26. MGK v Paříži 1980). Klasickou oblastí je hrabství Devonshire v Anglii, odkud byl poprvé popsán Murchisonem a Sedgwickem (1839). Obecně se devon dělí na tři oddělení – spodní, střední a svrchní. Pro bližší členění jsou klasickými oblastmi Rýnské břidličné pohoří a Barrandien. Ve starší literatuře je devon také nazýván Old Red podle červených a hnědých terrestrických sedimentů, známých z Velké Británie. Často se mu také přezdívá věk ryb.

## Bližší členění devonu
Pro dělení na stupně (viz tabulka) se používají dvě stupnice dle mezinárodní dohody z roku 1983. Pro terrigenní vývoj rýnská (Rýnské břidličné pohoří, Ardeny), pro pelagický vývoj česká (spodní devon Barrandienu).
| epocha  | stupeň  | podstupeň | spodní hranice |
| ------- | ------- | --------- | -------------- |
| svrchní | famen   |           | 372,2 mil. let |
| svrchní | frasn   |           | 382,7 mil. let |
| střední | givet   |           | 387,1 mil. let |
| střední | eifel   |           | 393,3 mil. let |
| spodní  | ems     | dalej     |                |
| spodní  | ems     | zlíchov   | 407,6 mil. let |
| spodní  | prag    | siegen    | 410,8 mil. let |
| spodní  | lochkov | gedin     | 419,2 mil. let |

Rozdělení do zón je založeno na goniatitové, konodontové a tentakulitové fauně. Pro bližší stratigrafické členění se ve spodním devonu používají ještě graptoliti, ve středním a svrchním devonu ostrakodi a foraminifery, v mělkovodních faciích brachiopodi, v kontinentálních faciích Old Red ryby a rostlinné spóry.

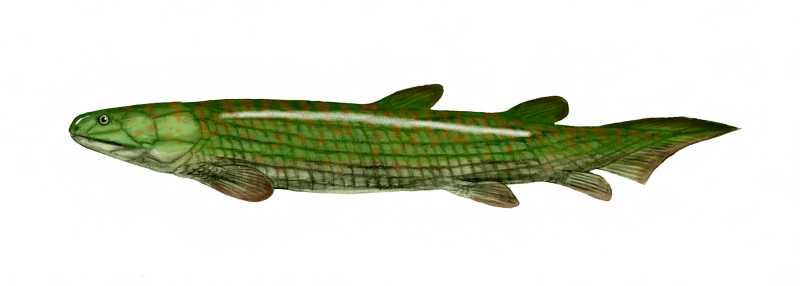
Devonská lalokoploutvá ryba rodu Osteolepis

## Paleogeografie
Bloky severní části Gondwany se posunovaly směrem k severu, k severní Evropě a severní Americe. Po kaledonském vrásnění došlo ke kratonizaci a vznikl severoatlantický (old-redský) kontinent (Euramerika), který se stáčel do suchého pásma podél obratníku Kozoroha. V těchto podmínkách se formovaly pískovce Old Red, jejichž zabarvení způsobovaly oxidy železa (hematit). Paleontologické a litologické indikátory klimatu (útesy, karbonátická facie) nasvědčují tomu, že dnešní Evropa, severní Amerika, severní Afrika, bloky Asie a Austrálie se nacházely v teplé klimatické zóně. Ložiska evaporitů a sedimenty Old Red dokládají aridní klima. Ve svrchním devonu se ochladilo, o čemž svědčí nápadná změna fauny na hranici frasn-famen v sedimentech tzv. malvinokaffrické provincie (jižní Amerika, jižní Afrika, Antarktida), kde chybí karbonátické uloženiny a fauna má ráz chladných vod. Z hlediska faciálního vývoje se rozlišují tři hlavní provincie:
- český vývoj (pelagické oblasti, bentická, planktonická a nektonická fauna)
- rýnský vývoj (příbřežní oblasti, snos terrigenního materiálu, bentická fauna)
- vývoj typu Old Red (kontinentální, lagunární klastika, evapority, rybí fauna, časté zbytky rostlin)

Podle brachiopodů a trilobitů se rozlišuje provincie Starého světa, apalačská, kordilerská, tasmánsko-novozélandská, malvinokaffrická. Na konci devonu se však faciální rozdíly stírají a fauna nabývá celosvětově obdobného charakteru. Důvodem byla nejspíše počínající transgrese moře, která vrcholí v givetu a frasnu. Na hranici frasn-famen mizí mělkovodní facie a útesy, rozšiřuje se pelagická fauna jako důsledek ochlazení klimatu. Jedna z vysvětlujících teorií předpokládá ochlazení vlivem značného rozšíření flóry, zejména suchozemských rostlin, které snížily obsah oxidu uhličitého („skleníkového“ plynu) v ovzduší. Finálním dopadem je masivní vymírání druhů.

## Život v devonu

### Devonská fauna
Většina silurských rodů pokračuje plynule ve vývoji i v devonu. Přežívají graptoliti, zastoupeni však téměř výhradně jediným rodem Monograptus. Během pragu však definitivně vymírají. Z třídy měkkýšů jsou nejvýznamnější goniatiti, drobní primitivní mořští amonoidní hlavonožci s jednoduchými lalokovitými přepážkami ve schránkách. Hojní jsou mlži (Grammysia, Palaeosolen), včetně sladkovodních forem z Old Red. Další biostratigraficky významné fosílie – tentakuliti umožňují podrobnější členění od lochkova do frasnu. Jejich schránky jsou hojné v mořských pelagických usazeninách (Nowakia). Vrcholu rozvoje dosahují ramenonožci, obývající zejména mělkovodní šelfové moře (Hysterolites, Acrospirifer spodního devonu rýnského typu, Stringocephalus, Zdimir v karbonátických faciích středního devonu).

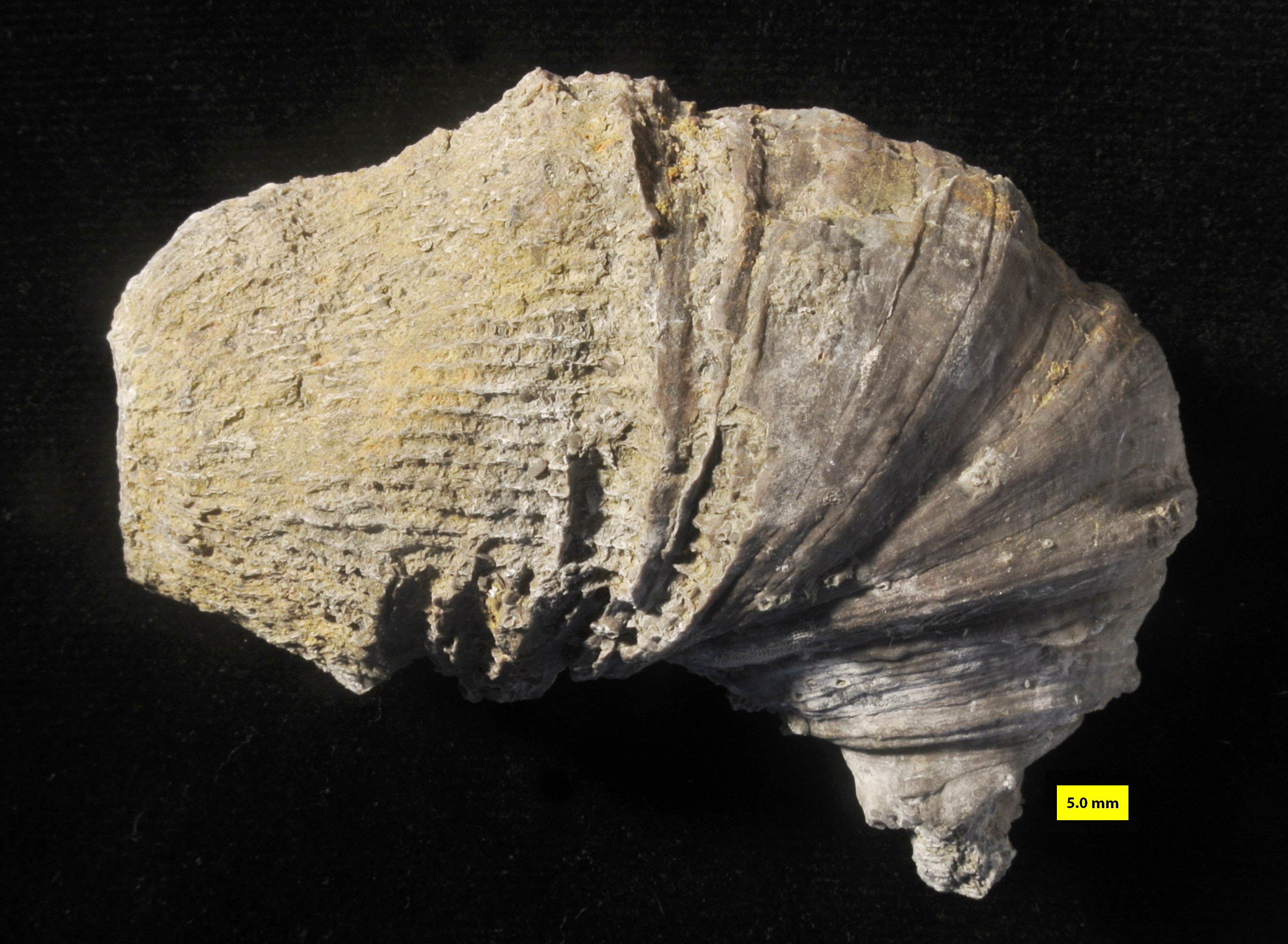
Zástupce devonských korálů

Vápnité kolonie stromatoporoideí (Amphipora Moravského krasu) společně s korály a vápnitými řasami vytvářely mohutné útesy. Podél devonského pobřeží australského bloku byl rozšířen tisíce kilometrů dlouhý bariérový útes, dnes doložený v pánvi Kimberley na sz. Austrálie).
Počínaje středním devonem začínají vymírat četné čeledi trilobitů. Rozvoj nadále trvá u řádu Phacopida (rody Phacops, Reedops) a čeledi Damanitidae (Odontochile, Asteropyge). Na hranici s karbonem řád Phacopida vymírá. K vedoucím fosíliím patří drobní zástupci čeledi Proetidae, sledovatelní až do karbonu. Z dalších členovců jsou v lagunárních faciích Old Red časté nálezy zástupců řádu Eurypteridae, ze suchozemských rodů je znám hmyz (Rhyniella) a pavouci.
Horninotvorné jsou zbytky (články) lilijic (krinoidové vápence). Vzácné jsou nálezy mořských hvězdic a hadic. Vymírají zástupci rodu Cystoidea a Carpoidea.
Mezi devonskými obratlovci jsou nejdůležitějšími zástupci ryby. Jejich rozvoj umožnil vznik rozsáhlých teplých moří s hojnými zálivy. Bezčelistnaté ryby (Agnatha) dosahují ve spodním devonu svého maximálního rozvoje, postupně však vymírají a uvolňují místo vývojově vyšším druhům. Poprvé se objevují pancéřnaté ryby (Placodermi). Měly již vyvinuty obě čelisti, částečně zkostnatělou páteř, jedna část pancíře pokrývala hlavu, druhá hrudní krajinu. Jedinci skupiny Antiarchi byly hojnými obyvateli dna moří. Arthrodira (kloubnatci) s nápadně velkou a širokou lebkou měly hlavový a trupový pancíř spojen párovým kloubem (nálezy z Evropy, Afriky, severní Ameriky, Austrálie). Hojný Coccosteus byl asi 30 cm dlouhý, Dunkleosteus dorůstal délky až 11 metrů. Koncem devonu zástupci Arthrodira vymírají. Trnoploutví (Acanthodii) byly drobné, 10–30 cm dlouhé rybky, tělo měly kryté pancířem tvořeným silnými šupinami a hlavu pokrývaly drobné kostěné destičky. Obývaly sladké i slané vody. Krom ocasních ploutví měly všechny ostatní vyztuženy dentinovým trnem, který se často zachoval jako fosílie. Kostnaté ryby (Osteichthyes) můžeme rozdělit na tři skupiny:
- ryby paprskoploutvé (Actinopterygii) – dnes představují jejich následníci asi 90 % všech druhů ryb. Ve středním devonu se objevují zástupci řádu Palaeomisciformes.
- ryby dvojdyšné (Dipnoi)
- ryby lalokoploutvé (Crossopterygii) – nadřád Rhipidistia, řády Porolepiformes, Osteolepiformes představuje předchůdce všech skupin vyšších obratlovců (např. rod Eusthenopteron). V roce 1938 byla u pobřeží jižní Afriky ulovena první „živoucí fosílie“, latimérie podivná (Latimeria chalumnae), ryba považovaná za vyhynulou před 65 miliony let.

Konodonti, zástupci problematické příslušnosti, mají prvořadý význam pro biostratigrafii devonu. Rychlý vývoj kousacího aparátu umožňuje vymezit množství zón, často s mezikontinentální platností. Opotřebování zoubků je důkazem, že tito živočichové nebyli jen pasivními příjemci potravy, ale sami byli aktivními lovci.

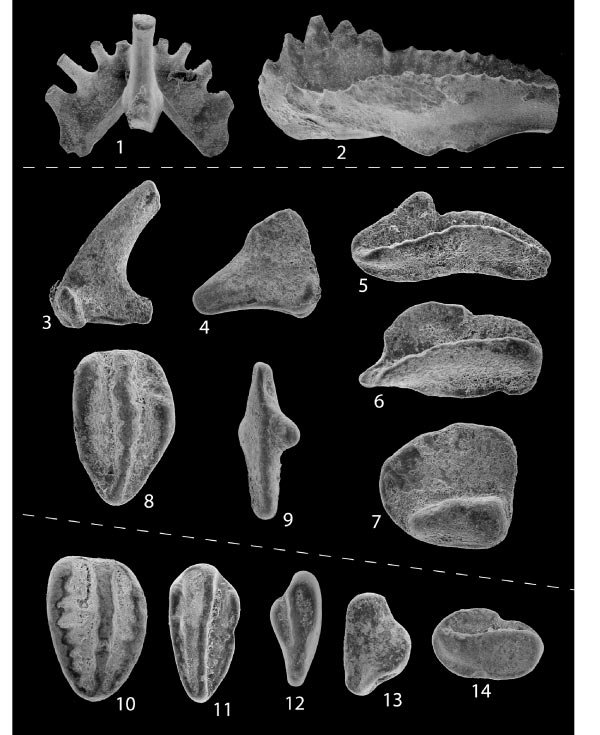
Zástupci devonských konodontů

Ve východním Grónsku byly objeveny fosilní pozůstatky prvních suchozemských obratlovců. Jedná se o primitivní obojživelníky, krytolebce čeledi Ichthyostegidae (Ichthyostega, Acanthostega ad.). Až 90 cm velký, převážně vodní tvor měl již dobře vyvinuté končetiny umožňující pohyb po souši. Další nálezy jsou známy z Ruska a fosilní stopy tohoto tvora z Austrálie. Známé jsou také „trpasličí“ taxony, jako je rod Brittagnathus objevený v Grónsku, jehož celková délka čelisti nepřesahovala 4,5 cm.

### Devonská flóra
Charakteristický pro devon je vývoj vyšších suchozemských rostlin. Na mnoha místech vznikaly rozsáhlé oblasti úrodné půdy, umožňující rozmach nových druhů rostlin. Třída Psilopsida (výtrusné cévnaté rostliny), rozšířené hlavně ve spodním-středním devonu, byly nízkého vzrůstu s malými, trnům podobnými listy (Psilophyton). Jsou předchůdci primitivních plavuňovitých rostlin (Lycophyta, Protolepidodendron). Již ve spodním devonu se objevují předci nahosemenných rostlin – Progymnospermoipsida (Protopteridium, Pseudosporochnus). Od středního devonu se vyvíjejí přesličkovité a plavuňovité rostliny, které koncem devonu nabývají stromového vzrůstu. Z nižších rostlin jsou důležité vápnité řasy, podílející se na tvorbě útesů.

## Regionální přehled

### Asie
Na starých kontinentech dominuje mělkovodní karbonátická facie, na vynořených částech Old Red (jižní Čína). Maximum transgrese v givetu, regrese začíná ve famenu. Okrajové mobilní oblasti mají pestrý faciální vývoj s mohutnými vulkanickými projevy (uralská, altajská, mongolská oblast). Faunisticky je vývoj podobný českému (jižní Čína, Mt. Everest). Asie byla v této době pravděpodobně ještě spojena s Gondwanou, jak ukázal výzkum fosilií devonských ryb, objevených na území Austrálie.

### Severní Amerika
Vynořena zůstala sv. část kanadského štítu, kde sedimentovaly horniny Old Red. Ve středním devonu dochází k zaplavení jižních částí štítu, sedimentují karbonáty s bentickou faunou. V pacifické (na západě) a franklinské (na severu) mobilní okrajové oblasti dosahují sedimenty devonu mocnosti až 5.000 metrů (klastika, karbonáty, vulkanity). V appalačské (východní) oblasti pokračuje sedimentace nepřetržitě od siluru. Ve středním devonu akadská orogeneze tuto oblast značně zúžila a ve svrchním devonu začíná mořská regrese.

### Jižní Amerika
Devon je znám z Brazílie, Uruguaye a z Falklandských ostrovů. Je transgresívně uložen na siluru, zastoupeny jsou písčito-jílovité sedimenty, chybí karbonáty. Fauna vykazuje ráz chladného klimatu.

### Austrálie
V tasmánské mobilní oblasti jsou mocné sedimenty devonu zastoupeny klastikami, flyšoidními a vulkanickými faciemi. Fauna je podobná české. Orogeneze ve středním devonu (tabberabbenské vrásnění) má za následek přesun sedimentační oblasti na západ. Na australském štítu vyplňuje devon hlubokou depresi klastikami a evapority o mocnosti kolem 1.000 metrů. Na západním okraji došlo k zaplavení štítu mělkým mořem.

### Severoatlantický kontinent
Rozšířen je Old Red (slepence, pískovce, arkózy, prachovce), místy s evapority. Mocnost je i tisíce metrů, sedimentace probíhala v brakickém či hypersalinním prostředí. Klasickou oblastí je severní Anglie a Skotsko.

### Variská mobilní oblast
Zasahuje jižní Anglii, sz. Francii, Ardeny, Rýnské břidličné pohoří, Harz. Z Polska zasahuje na Moravu a do Slezska. Spodní devon tvoří klastika transportovaná z kontinentů, ve středním devonu se rozšiřuje oblast karbonátické sedimentace (český vývoj), doprovázené bazickým submarinním vulkanismem. Ve svrchním devonu v pokleslých částech dominují pelity, na elevacích cefalopodové vápence.

### Český masív
- Barrandien – devonská sedimentace pokračuje nepřetržitě po siluru (přídol). Vývoj odspodu:
  - lochkov – lochkovské souvrství – radotínské (bituminózní) vápence, vložky břidlic a rohovců, kotýské vápence (organodetritické), typickými lokalitami jsou Klonk u Suchomast, Barrandova skála na jižním okraji Prahy
  - prag – pražské souvrství – koněpruské (organodetritické, útesové) vápence (Zlatý kůň jižně od Berouna), slivenecké (krinoidové, organodetritické) vápence, vinařické vápence, loděnické deskovité vápence, řeporyjské hlíznaté vápence, dvorecko-prokopské hlíznaté vápence
  - zlíchov – zlíchovské souvrství – zlíchovské organodetritické vápence s hojnými rohovci a korálovým obzorem na bázi
  - dalej – dalejsko-třebotovské souvrství – dalejské břidlice (tentakulitové), třebotovské hlíznaté vápence, suchomastské mělkovodní organodetritické vápence, profil v Praze-Holyni je mezinárodním stratotypem hranice spodní–střední devon
  - eifel – chotečské souvrství (chotečské vápence)
  - givet – srbské souvrství – kačácké vrstvy (vápence, břidlice s vložkami vápenců), roblínské vrstvy (prachovce, pískovce) se zbytky splavené terrestrické flóry
- Rožmitálská oblast – devonu patří věšínské souvrství (prag-zlíchov) s vápenci, břidlicemi, bezděkovskými slepenci
- Metamorfované ostrovy – na sedlčansko-krásnohorském jsou to útesové vápence u Skoupého, bohatší na grafit, rohovce, skoupské slepence
- Železné hory – v jádru vápenopodolské geosynklinály mezi Vápeným Podolem a Prachovicemi jsou devonského stáří podolské vápence
- Sasko-durynská oblast – lochkovského stáří jsou vrchní graptolitové břidlice, prag – tentakulitové vápence, břidlice zlichovu-givetu. Faciální změny na začátku svrchního devonu vyvolala reusská orogeneze. Ve frasnu je důležitý bazický vulkanismus, se kterým jsou spojena ložiska Fe-rud. Famenského stáří jsou jemné břidlice s ostrakody a vápence s pelagickou faunou
- Lužická oblast – u Jitravy je doložen famen (jitravská skupina) s grafitickými břidlicemi, hlíznatými vápenci. U Nepasic (východně Hradce Králové) je zachycen devon ve vrtu (klyméniové vápence)
- Moravsko-slezská oblast – faciálně se vyčleňuje drahanský vývoj – hlubokovodní sedimentace, pelagická fauna, přechodný vývoj – stínavsko-chabičovské souvrství (eifel), josefovské a lažánecké vápence (givet), vilémovické vápence (frasn), ponikevské souvrství (famen) a vývoj Moravského krasu
  - Silesikum – vrbenské vrstvy – kvarcity, fylity, metabazity, Fe-rudy typu Lahn-Dill, vápence, vápnité fylity a droby, rejvízské vrstvy s hojnějšími metabazity
  - Drahanská oblast – zastoupeny jsou všechny typy vývoje, v okolí Kladek (drahanský vývoj) patří pragu drakovské kvarcity na bázi s klastiky, zlíchov-eifel – stínavsko-chabičovské vrstvy s vulkanickým komplexem (pyroklastika, tufity), givet – jesenické vápence, famen – ponikevské souvrství s pelity, prachovci, přechodný vývoj je znám u Němčic a v konicko-mladečském devonu (chybí projevy vulkanismu), vývoj Moravského krasu je znám u Boskovic a Šebetova
  - Devon u Stínavy – sedimentace pokračuje od siluru do eifelu, zastoupeny jsou kvarcity, břidlice, droby
  - Hranický devon (kra pohoří Maleník) – biohermy spodního frasnu, flyšové facie
  - Šternbersko-hornobenešovský pruh (drahanský vývoj) – četný vulkanismus s Fe-rudami typu Lahn-Dill středního devonu, čabovské břidlice (eifel-givet), křemičité břidlice (radiolarity) – famen až spodní karbon
  - Moravský kras – po bazálních klastikách, které sedimentují od eifelu do givetu (slepence, pískovce, arkózy – Babí lom u Lelekovic, Červený kopec u Brna), následuje macošské souvrství s josefovskými (stringocefalovými) a lažáneckými (amfiporovými) vápenci givetu, vilémovickými (korálovými) vápenci frasnu a líšeňské souvrství s křtinskými hlíznatými vápenci (frasn-famen) a hádsko-říčskými organodetritickými vápenci s vložkami vápnitých břidlic (famen-spodní karbon)